# Glendale, Ohio
Glendale là một làng thuộc quận Hamilton, tiểu bang Ohio, Hoa Kỳ. Năm 2010, dân số của làng này là 2155 người.

## Dân số
- Dân số năm 2000: 2188 người.
- Dân số năm 2010: 2155 người.